# Mont Vennus
Le mont Vennus est une montagne d'Indonésie située sur l'île de Nouvelle-Guinée, au sud du Puncak Jaya.